# Кольнраде
Кольнраде (нім. Colnrade) — громада в Німеччині, розташована в землі Нижня Саксонія. Входить до складу району Ольденбург. Складова частина об'єднання громад Гарпштедт.
Площа — 18,45 км2. Населення становить 751 ос. (станом на 31 грудня 2021).